# Das Schloss (Berlijn)
Das Schloss is een winkelcentrum in de Berlijnse stadsdeel Steglitz. Het ligt op de hoek van de Schloßstrasse en de Grunewaldstrasse en omringt gedeeltelijk het stadhuis van Steglitz, waarvan de binnenplaats als restaurantgedeelte in het winkelcentrum werd geïntegreerd. Naast ongeveer 90 winkels, herbegt Das Schloss het Kulturamt, de Stadtbibliothek Steglitz-Zehlendorf en radiostudio's. 

## Geschiedenis
De eerste ideeën voor de bouw van een ‘stadhuispassage’ dateren van de jaren 1990. De planning voor het huidige winkelcentrum begon in 2000 onder de werktitel "Schloßgalerie". Tussen 2004 en 2006 werd Das Schloss gebouwd naar een ontwerp van de architect Manfred Pechtold. Op 16 maart 2006 werd het winkelcentrum geopend. De opdrachtgever was HFS Immobilienfonds GmbH, onderdeel van de HypoVereinsbank Groep. Ter voorbereiding op de nieuwbouw werden de uit de jaren 1920 stammende monumentale uitbreidingen van het stadhuis aan de Grunewaldstrasse afgebroken, evenals het uit de jaren 1980 daterende pand van de Sparkasse Berlin Schloßstrasse.

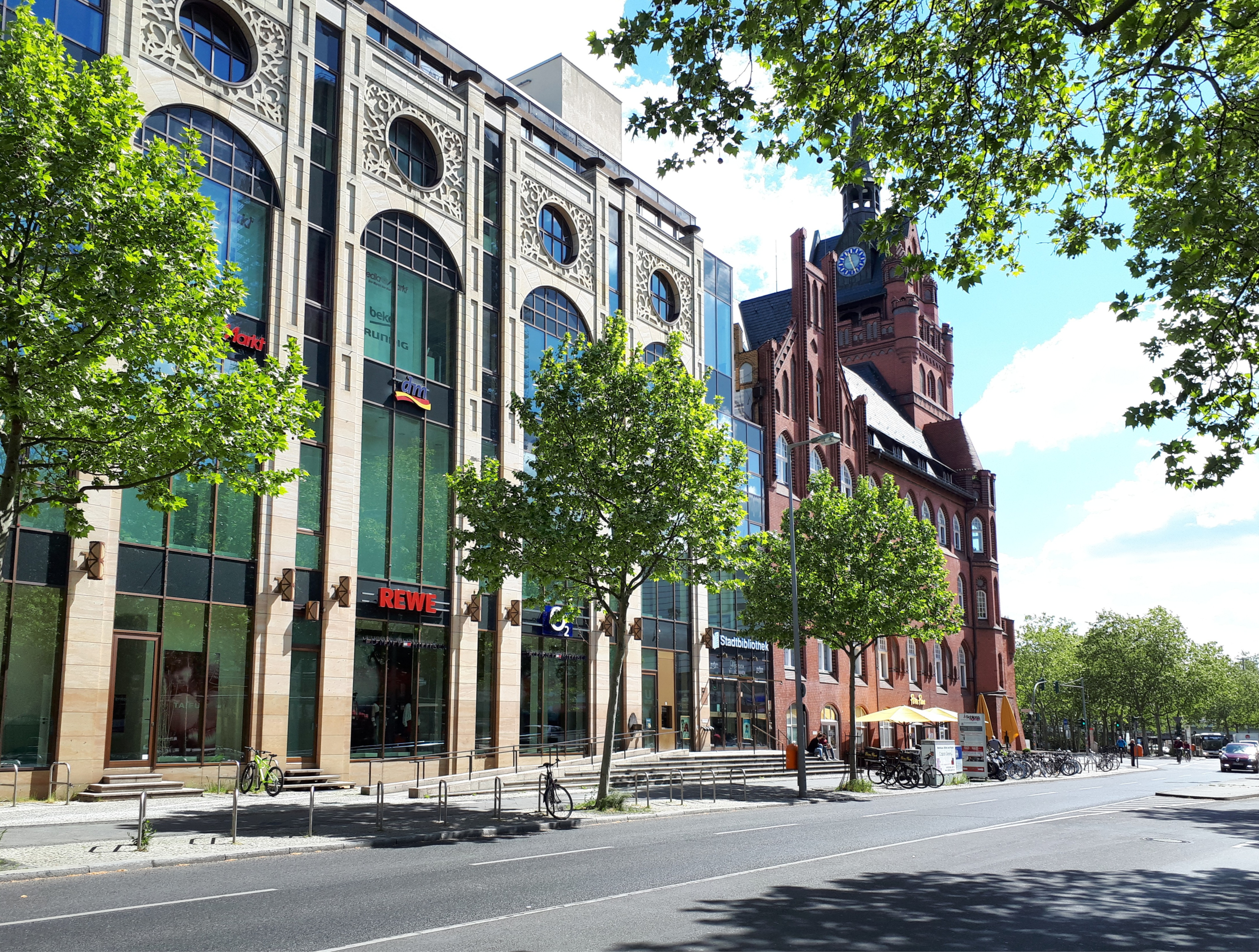
Aanzicht vanaf de Grunewaldstraße, 2020

Het gebouw is van gewapend beton met een historische gevel van gele Saksische zandsteen. Het centrum telt vijf verdiepingen, die het neogotische stadhuis van Steglitz uint 1898, in het noorden en westen omsluit. De binnenzijde van het centrum is versierd met gekleurd marmer en graniet en een ‘mediahemel’: 78 videoprojectoren, die worden aangestuurd door 16 servers, projecteren onder meer een onderwaterwereld met een resolutie van 62 Miljoen pixels op een 1.200 m² groot plafond. In het winkelketens zijn onder meer MediaMarkt, H&M, Anson's, REWE en Thalia  gevestigd.
Aan het winkelcentrum grenst een parkeergarage met 650 parkeerplaatsen, te bereiken via de Grunewaldstrasse. Via de kelder is er een directe toegang tot het metrostation Rathaus Steglitz. 
Bij de opening van Das Schloss in 2006, was het het grootste winkelcentrum aan de Schloßstrasse. De bouw was een belangrijke impuls om de Schloßstrasse te versterken als de tweede belangrijkste winkelstraat van Berlijn (na de Tauentzienstrasse).